# رایزینگ سان (قایق بادبانی)
رایزینگ سان (قایق بادبانی) (به انگلیسی: Rising Sun (yacht)) یک کشتی است که طول آن ۱۳۸ متر (۴۵۳ فوت) می‌باشد.